# Inkwizycja we Francji
Inkwizycja we Francji – Francja była jednym z pierwszych krajów, w którym doszło w XIII wieku do ustanowienia papieskiej inkwizycji, tj. kościelnej instytucji sądowej powołanej do walki z herezjami. Południowa część Francji, Langwedocja, do połowy XIV wieku była głównym ośrodkiem działalności inkwizycji w Europie, stamtąd też pochodzi najwięcej zachowanych źródeł jej dotyczących (w tym materiałów procesowych). Dzieje francuskiej inkwizycji obejmują jednak okres sięgający aż do końca XVII wieku i dotyczą także pozostałych obszarów tego kraju.
Pod względem terytorialnym jurysdykcja francuskiej inkwizycji wykraczała poza granice Królestwa Francji. Francuskim inkwizytorom podlegały bowiem także zachodnie, francuskojęzyczne okręgi wchodzące w skład Świętego Cesarstwa. W ramach struktur francuskiej inkwizycji można wyróżnić cztery większe obszary:
- południową Francję (Langwedocję), z głównym ośrodkiem w Tuluzie;
- północną Francję (łącznie z południowymi Niderlandami), z głównym ośrodkiem w Paryżu;
- Prowansję, z głównym ośrodkiem początkowo w Marsylii, a później w Awinionie;
- Burgundię i Lotaryngię, z głównym ośrodkiem w Besançon.

Podział na północną i południową część Królestwa Francji, poza pierwszym dwudziestoleciem istnienia inkwizycji we Francji, nie miał formalnego charakteru, jednak lokalne uwarunkowania w Langwedocji były na tyle odmienne od tych na północy, że wymagają odrębnego omówienia. Około roku 1330 podział ten stracił na znaczeniu.

## Heretycy we Francji

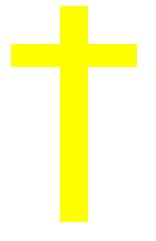
Żółty krzyż katarów – narzucony przez Inkwizycję znak rozpoznawczy, który mieli nosić na swych ubraniach pokutujący heretycy

Francja należała w późnym średniowieczu do krajów najbardziej dotkniętych zjawiskiem występowania nieortodoksyjnych ruchów religijnych, stojących w opozycji do Kościoła katolickiego. Już w 1022 w Orleanie odkryto, przede wszystkim pośród kanoników, kilkunastoosobową grupę heretyków negujących m.in. realność męki i zmartwychwstania Chrystusa. Większość z nich została spalona na rozkaz króla Francji Roberta II Pobożnego. Był to pierwszy znany przypadek zastosowania tej kary wobec heretyków w Europie zachodniej. Kilka lat później biskup Cambrai i Arras Gerard wykrył i aresztował w swej diecezji grupę heretyków odrzucających sakrament małżeństwa, ci jednak podporządkowali się jego autorytetowi i złożyli ortodoksyjne wyznanie wiary. W pierwszej połowie XII wieku w różnych częściach Francji działali nieortodoksyjni kaznodzieje, np. Henryk Mnich, Pierre de Bruis (zm. ok. 1140) czy Eon z l’Etoile (zm. w więzieniu wkrótce po 1148), którym udało się zgromadzić wokół siebie zwolenników. Ich ruchy nie przetrwały jednak po ich śmierci.

### Katarzy
Od połowy XII wieku w Langwedocji, notowana jest obecność dualistycznej sekty katarów, która zdobyła tam wyjątkowo silną pozycję, a po synodzie w St. Felix-de-Caraman (ok. 1167 lub ok. 1175) utworzyła tam własne struktury kościelne na czele z biskupami Albi, Tuluzy, Carcassonne i Agen. Na północ kraju sekta ta dotarła być może nawet wcześniej, gdyż należeli do niej prawdopodobnie heretycy schwytani w Soissons w 1114, jednak jej znaczenie było tam mniejsze niż w Langwedocji.
Rozwojowi herezji katarskiej w Langwedocji sprzyjał niski poziom moralny i intelektualny miejscowego duchowieństwa oraz przychylna postawa sporej części miejscowych feudałów. Ascetyzm katarskich doskonałych (elity sekty) kontrastował z trybem życia wielu księży katolickich, w tym biskupów. Władcy Tuluzy tolerowali rozwój sekty, a niektórzy członkowie rodu panującego wręcz mu sprzyjali. Miejscowe władze kościelne również przez długi czas nie podejmowały żadnych kroków zaradczych. Szczególnie, że w tamtejszym episkopacie brakowało w tym czasie wybitnych jednostek. W 1145 w Tuluzie kazania przeciwko heretykom głosił Bernard z Clairvaux, w 1165 katoliccy biskupi podjęli publiczną dysputę z heretykami na synodzie w Lombez, starając się nakłonić ich do porzucenia herezji, jednak skutki tych inicjatyw były co najwyżej doraźne. W Langwedocji nie odnotowano prób stawiania heretyków przed sądami. W przeciwieństwie do północnej i wschodniej Francji, nie dochodziło też do samosądów (takich jak w Soissons ok. 1114 czy w Vézaley w 1167), co świadczy, że także niższe warstwy przychylnie odnosiły się do katarów, zwanych tam też albigensami od ich głównego ośrodka w Albi.
Herezja katarów została potępiona na synodzie w Tours w 1163 i ponownie na Soborze Laterańskim III w 1179. W 1178 w Langwedocji przebywał legat papieża Aleksandra III kardynał Pierre Ithier de Pavie, a w 1181 kardynał Henri de Marsiac. Legaci ci jako pierwsi podjęli, jakkolwiek na niewielką skalę, kroki represyjne wobec langwedockich katarów. Henri de Marsiac stanął na czele ekspedycji zbrojnej przeciw Lavaur i odstąpił dopiero, jak wydano w jego ręce dwóch katarskich „doskonałych”. Obaj heretycy nawrócili się na katolicyzm i zostali kanonikami w Tuluzie. Ekspedycja kardynała Marsiaca stanowiła precedens dla wykorzystania zbrojnego instrumentu, jakim była krucjata, przeciw heretykom, podczas gdy do tej pory była zastrzeżona dla walki z niewiernymi i to w zasadzie tylko w celu wyzwolenia lub obrony Ziemi Świętej.

### Synod w Weronie w 1184
W 1184 w Weronie papież Lucjusz III ponownie potępił katarów i określił reguły postępowania sądów biskupich w sprawach o herezję. Biskupów zobowiązano do wizytacji swych diecezji w celu poszukiwania heretyków. W razie ustalenia podejrzanych należało przeprowadzić dochodzenie, a winnych wezwać do nawrócenia. W razie odmowy heretyka należało przekazać władzom świeckim, które zobowiązano do współpracy z biskupami w zwalczaniu herezji. W Weronie potępiono także rozwijający się m.in. w południowo-wschodniej Francji ewangeliczny ruch waldensów („ubogich z Lyonu”), ze względu na głoszenie kazań bez zezwolenia. W tym czasie rozbieżności między waldensami a Kościołem dotyczyły raczej spraw natury dyscyplinarnej, jednak od tego momentu coraz bardziej oddalali się oni od Rzymu także pod względem doktrynalnym.

### Misje katolickie w Langwedocji
Ustanowienie zasad działania inkwizycji biskupiej w 1184 nie miało prawie żadnych bezpośrednich następstw w Langwedocji. Tamtejsi biskupi byli zainteresowani głównie dochodami swych diecezji, z czego niektóre (zwł. Tuluza) były w trudnej sytuacji finansowej, a nie swoimi obowiązkami duszpasterskimi. Sytuacja zmieniła się dopiero z nastaniem pontyfikatu Innocentego III (1198–1216), który zdymisjonował kilku biskupów i mianował na ich miejsce nowych (np. arcybiskupa Narbonne Berengara zastąpił w 1212 legat papieski Arnold Amalryk) i wysłał do Langwedocji misje cysterskie w celu nawracania heretyków. Od 1205 w tym samym celu działał w rejonie Tuluzy Dominik Guzmán, założyciel zakonu dominikanów, który formalnie został jednak zatwierdzony dopiero przez kolejnego papieża Honoriusza III w 1216. W 1208 grupa waldensów pod wodzą Duranda z Huesca podporządkowała się Kościołowi, zakładając wspólnotę „ubogich katolików”.

### Inkwizycja biskupia w Szampanii (1197–1208)
Na północy Francji kilku biskupów podjęło działania inkwizycyjne wobec katarów. W latach 1197–1208 doszło do wielu procesów w Szampanii, w wyniku których kilkanaście osób zostało spalonych. Najaktywniejszy w zwalczaniu herezji był biskup Auxerre Hugo.

### Krucjaty przeciw katarom 1209–1229
W 1208 jeden z rycerzy hrabiego Tuluzy Rajmunda VI zamordował papieskiego legata Piotra z Castelnau. Papież Innocenty III, który już wcześniej zarzucał hrabiemu sprzyjanie herezji, odebrał to jako prowokację i ogłosił krucjatę przeciw katarom. Wojska krzyżowe, dowodzone przez Szymona Montforta, dokonały licznych masakr, z których najsłynniejsza pozostaje rzeź Béziers w 1209. W 1215 Innocenty III uznał Szymona za władcę Tuluzy, ale ten zginął podczas oblężenia Tuluzy w 1218. Krucjata, mająca formalnie na celu walkę z heretykami, w praktyce przerodziła się w walkę o panowanie na południu Francji.
Po śmierci Montforta hrabia Rajmund VI (zm. 1222) odzyskał na kilka lat kontrolę nad Langwedocją. Druga „krucjata” w 1219 poniosła klęskę. W 1226 zorganizowano jednak kolejną wyprawę, na której czele stanął osobiście król Francji Ludwik VIII Lew. Choć sam król zmarł podczas tej wyprawy, jego wojska kontynuowały podbój. Ostatecznie w 1229 doszło do podpisania w Paryżu traktatu pokojowego, na mocy którego nowy hrabia Rajmund VII zrzekł się sporej części swych ziem na rzecz króla lub Kościoła, a pozostała część miała po jego śmierć przejść na Alfonsa z Poitiers, brata króla Ludwika IX. Hrabia zobowiązał się też do zwalczania heretyków. W tym samym roku w Tuluzie odbył się synod pod przewodnictwem biskupa tuluskiego Folquet de Marseille i legata papieskiego kardynała Romano Bonaventura. W trakcie obrad przesłuchano wielu świadków oraz podejrzanych o herezję, uchwalono też szczegółowe zasady postępowania z heretykami. Wszyscy podejrzani przyznali się i wyrzekli się herezji wobec biskupa i legata i w ramach pokuty musieli nosić dwa krzyże pokutne na swym odzieniu.

### Represje w latach 1229–1233
W następnych latach kontynuowano represje. Miejscowi feudałowie znacznie chętniej niż dotychczas zaangażowali się w ściganie heretyków. Odnotowano w źródłach kilka ekspedycji zbrojnych hrabiego i jego wasali z okresu po 1229, w wyniku których schwytano i spalono katarskich „doskonałych”, m.in. w 1233 stracono w Tuluzie jednego z głównych przywódców katarskich z Agenais Vigouroux de la Bacone. Nowy (od 1232) biskup Tuluzy Rajmund z Fauga wywodził się z zakonu dominikanów. W 1233 papież Grzegorz IX zadecydował o wprowadzeniu do Francji nowego instrumentu represji, wspomagającego dotychczasową, niezbyt energiczną działalność sądów biskupich. W kwietniu 1233 skierował do biskupów francuskich list, w którym poinformował ich o powierzeniu zadania zwalczania herezji dominikanom, a prowincjałowi dominikanów w Tuluzie polecił dobranie kilku zakonników do tego zadania. Z kolei na północy kraju papież osobiście mianował Roberta le Bougre z konwentu dominikanów w Besançon inkwizytorem papieskim dla metropolii Sens, Rouen, Bourges i Tours oraz hrabstwa Flandrii. W ten sposób Francja została objęta działalnością papieskich inkwizytorów.

## Okres 1233 – ok. 1330

### Langwedocja

#### Początki inkwizycji w Langwedocji (1234–1242)
W styczniu 1234 Romeu de Llivia, dominikański prowincjał Prowansji, mianował przeora tuluskiego Ponsa z St. Gilles, Piotra Cella i Wilhelma Arnolda inkwizytorami w diecezjach Tuluzy i Cahors, a miesiąc później legat papieski Jan z Bernin, arcybiskup Vienne, mianował innego dominikanina, Arnolda Katalończyka, inkwizytorem dla diecezji Albi. Inkwizytorzy ci niezwłocznie przystąpili do działania. W samej Tuluzie początkowo wspierali jedynie działalność inkwizycyjną biskupa Rajmunda, ale na prowincji i w innych ośrodkach (Albi, Moissac, Cahors) przejęli inicjatywę. Przez pierwsze lata jednak zdecydowana większość wyroków stanowiły zaoczne potępienia oskarżonych, którzy nie stawili się na wezwania i nie udało się ich schwytać, oraz potępienia zmarłych heretyków, gdyż katarzy wciąż byli dostatecznie silni i mieli liczne schronienia, gdzie nie sięgało ramię inkwizytorów (np. zamek Montségur). Praktyka ekshumowania i palenia kości zmarłych robiła wstrząsające wrażenie na współczesnych i budziła zdecydowany sprzeciw, np. w 1234 wygnano Arnolda Katalończyka z Albi po tym, jak nakazał ekshumację zwłok jednej kobiety pochowanej na miejscowym cmentarzu.
W Wielki Piątek 1235 roku wiele osób w Tuluzie dobrowolnie zgłosiło się do inkwizytorów by złożyć zeznania o heretykach. Na podstawie uzyskanych informacji śledztwo rozszerzono na diecezję Carcassonne, a w samej Tuluzie pozwano przed sąd dwunastu szanowanych obywateli miasta. Ci odmówili stawiennictwa, a władze miejskie poparły ich i wygnały dominikanów z Tuluzy jesienią 1235. Wówczas interweniował sam papież Grzegorz IX i w 1236 dominikanie wrócili do miasta. Legat papieski Jan z Bernin mianował wówczas kolejnego inkwizytora w osobie franciszkanina Stefana z Narbony.
W 1236 do inkwizytorów w Tuluzie nieoczekiwanie zgłosił się Rajmund Gros, jeden z najbardziej doświadczonych katarskich „doskonałych”, który złożył obszerne zeznania obciążające bardzo wiele osób. W ciągu następnych dwóch lat na podstawie jego zeznań ekshumowano i spalono dziesiątki szczątków zmarłych katarów i potępiono wielu żyjących. W większości były to jednak wyroki zaoczne. W 1238 pod naciskiem hrabiego Rajmunda VII, niechętnego dominikanom, Grzegorz IX zgodził się na zawieszenie działalności inkwizycji w hrabstwie Tuluzy. Poparcie hrabiego było papieżowi potrzebne w jego sporze z cesarzem Fryderykiem II. Zawieszenie trwało do 1241, gdy Wilhelm Arnold i Stefan z Narbony wznowili działalność w rejonie Montauban. Tym razem dochodzenie zakończyło się wielkim sukcesem inkwizytorów, gdyż ponad 700 heretyków dobrowolnie się do nich zgłosiło i wyznało swoje przewiny w zamian za łagodne potraktowanie. Katarzy, którzy nie skorzystali z tej możliwości, poczuli się zagrożeni takim obrotem sprawy i postanowili przeciwdziałać inkwizycji. W maju 1242 inkwizytorzy zostali podstępnie zamordowani na zamku w Avignonet przez należących do sekty rycerzy. Zabójcy następnie schronili się w zamku Montségur, będącym główną twierdzą i azylem dla katarów.

#### Masowe śledztwa w latach 1242–1248

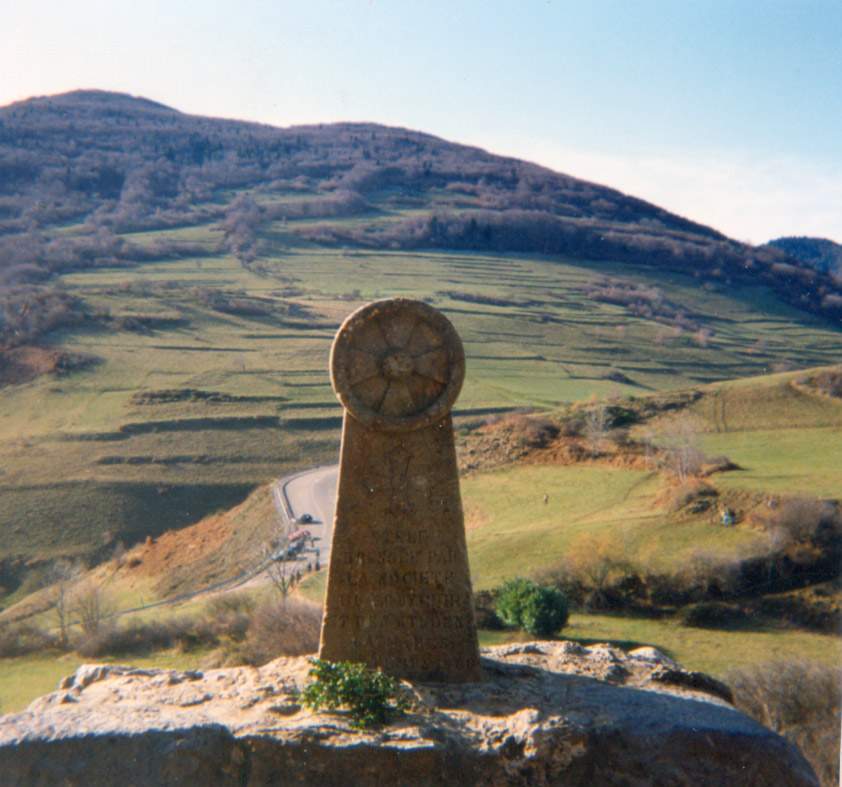
Pomnik upamiętniający masową egzekucję katarów w Montségur w 1244

Zabójstwo inkwizytorów okazało się krokiem całkowicie przeciwskutecznym. Już w grudniu 1242 śledztwa zostały wznowione pod kierownictwem dominikanina Ferriera, który od 1229 działał jako inkwizytor biskupi w archidiecezji Narbonne i dał się poznać jako bezkompromisowy wróg herezji. Synod w Narbonne w 1243 dopracował reguły proceduralne inkwizycji. Ekspedycja zbrojna poprowadzona przez arcybiskupa Narbonne zakończyła się zdobyciem Montségur w marcu 1244. W ręce zdobywców wpadło około 210 „doskonałych” na czele z katarskim biskupem Tuluzy Bertrandem Marty. Ponieważ odmówili oni przejścia na katolicyzm, zostali spaleni na stosie.
Upadek Montségur i zagłada niemal całej elity sekty katarskiej oznaczały kres jej silnej pozycji w Langwedocji. Działalność inkwizycji uległa intensyfikacji i objęła praktycznie całe langwedockie społeczeństwo. Wieloletnie współżycie katolików, katarów i waldensów powodowało, że praktycznie każdy miał jakąś wiedzę o heretykach, którą zobowiązany był się podzielić z inkwizytorami. Po zamachach w Avignonet nieznacznej zmianie uległ sposób działania inkwizytorów. Dotychczas osobiście wizytowali oni podległe im obszary, natomiast na synodzie w Narbonne utworzono stałe trybunały w Carcassonne i Tuluzie. Choć wizytacje w terenie nadal miały miejsce, regułą stało się wzywanie podejrzanych i świadków do siedziby trybunału na przesłuchania. W latach 1243–1248 dominikańscy inkwizytorzy z Tuluzy i Carcassonne prowadzili zakrojone na dużą skalę śledztwa w całej Langwedocji, w trakcie których w wielu miejscowościach przesłuchano prawdopodobnie wszystkich dorosłych mieszkańców (tj. mężczyzn powyżej 14 lat i kobiet powyżej 12 lat). Śledztwa te zakończyły się sporym sukcesem, gdyż praktycznie wszyscy podejrzani, którzy stanęli przed inkwizycją, wyrzekli się herezji. W ramach pokuty skazywano ich na więzienie lub zobowiązywano do odbycia pielgrzymki lub noszenia na odzieniu krzyży pokutnych. Nadal jednak spory odsetek skazańców stanowili uciekinierzy potępiani in absentia (zaocznie). W wyniku licznych apelacji do papieża Innocentego IV oraz do biskupów ogłaszane przez inkwizytorów wyroki były często jeszcze bardziej łagodzone. W proteście przeciwko temu na przełomie 1248/49 dominikanie zrezygnowali z dalszej działalności inkwizytorskiej w Langwedocji.

#### Inkwizycja biskupia (1249–1255)
Rezygnacja dominikanów nie zahamowała represji wobec heretyków. Działalność inkwizycyjną kontynuowali (osobiście lub przez wyznaczonych urzędników) arcybiskup Narbonne i biskupi Tuluzy, Albi, Rodez, Cahors i Carcassonne, a nadto aktywnie uczestniczyły w nich władze świeckie, działając często o wiele bardziej bezwzględnie niż sądy kościelne. W 1249 hrabia Rajmund VII kazał spalić 80 katarów w Agen, mimo że ci dobrowolnie się przyznali i wyrazili gotowość nawrócenia. Jego następca Alfons z Poitiers wysłał na stos wielu heretyków, których sądy kościelne skazały jedynie na więzienie. Represje z lat 1249 – ok. 1255 okazały się wręcz surowsze niż te kierowane przez papieskich inkwizytorów w latach 1244–1248. Ostatnia twierdza katarów, Château de Quéribus, dużo mniejsza i mniej znacząca niż Montségur, została zajęta przez seneszala Carcassonne w 1255.

#### Przywrócenie inkwizycji dominikańskiej
Papieska inkwizycja została przywrócona w Langwedocji po śmierci Innocentego IV (7 grudnia 1254). Na początku 1255 paryski prowincjał dominikanów na polecenie papieża Aleksandra IV mianował dwóch inkwizytorów dla okręgu Tuluzy, a w 1259 kolejni dwaj dominikanie zostali inkwizytorami Carcassonne. Trybunały langwedockie zostały tym samym podporządkowane paryskiemu prowincjałowi dominikanów, który od 1253 miał prawo mianowania i odwoływania inkwizytorów w Królestwie Francji.

#### Oskarżenia o nadużycia
Przez następne lata inkwizycja kontynuowała pracę w Langwedocji w sposób niezakłócony, ciesząc się poparciem biskupów oraz hrabiego Alfonsa z Poiteirs. Po śmierci Alfonsa w 1271 hrabstwo Tuluzy przeszło pod bezpośrednie panowanie króla Francji. Od tego czasu konfiskaty majątków skazanych heretyków dokonywane były przede wszystkim na rzecz korony. W 1279 król Francji ogłosił amnestię dla 278 potomków skazanych heretyków, gwarantując im zwrot skonfiskowanych dóbr. Jednak pomimo tego w następnych latach to właśnie praktyki inkwizytorów związane z konfiskatami wzbudzały największe kontrowersje. W latach 80. XIII wieku w Tuluzie, Albi i Carcassonne zaczęto publicznie zarzucać inkwizytorom fabrykowanie dowodów (m.in. poprzez wymuszanie zeznań torturami) przeciwko zamożnym mieszkańcom tych miast, szczególnie tym już zmarłym, by umożliwić przejęcie ich majątków urzędnikom królewskim. Głównym krytykiem dominikańskich inkwizytorów był franciszkanin Bernard Delicieux. Zarzuty te nasiliły się w związku z kampanią antyheretycką w Albi w 1299 kierowaną przez biskupa Albi Bernarda Castanet, ale z aktywnym udziałem inkwizytorów. Aresztowanych zostało wtedy wielu zamożnych obywateli Albi, których poddano torturom. W 1302 pod naciskiem opinii publicznej zdymisjonowano inkwizytora Tuluzy Fulka z St. Georges. W 1306 w związku ze skargami z Carcassonne i Albi papież Klemens V powołał komisję kardynalską do zbadania zarzutów wobec Bernarda Castanet i inkwizytorów. Śledztwo potwierdziło stosowanie tortur i przetrzymywanie więźniów w nieludzkich warunkach, zakutych w kajdany w ciemnych i wilgotnych celach. W rezultacie biskup Albi Bernard Castanet został przeniesiony do mniej znaczącej diecezji Le Puy. Nie doszło jednak do zwolnienia podejrzanych, z których część pozostała w więzieniu jeszcze przez wiele lat, choć kardynałowie wymusili poprawę warunków, w jakich ich przetrzymywano. Nadużycia stwierdzone przez kardynałów stały się impulsem dla uchwał soboru w Vienne w 1312 ograniczających samodzielność inkwizytorów. Od tej pory szereg działań, m.in. zastosowanie tortur, inkwizytorzy musieli konsultować z miejscowym biskupem. Ostatecznie jednak w wieloletniej batalii między dominikańskimi inkwizytorami a ich oponentami w Langwedocji górą byli ci pierwsi. W 1316 nowym papieżem został Jan XXII, który udzielił zdecydowanego poparcia inkwizytorom. W 1319 obywatele miast Albi, Carcassonne i Cordes musieli ukorzyć się przed inkwizytorami, co przybrało formę upokarzających, zbiorowych ceremonii pokutnych. Bernard Delicieux zmarł w 1319 w papieskim więzieniu w Awinionie.

#### Odrodzenie kataryzmu i jego ostateczne wytępienie
Początek XIV wieku to także okres odradzania się herezji w południowej Francji. Wielkie sukcesy w pozyskiwaniu nowych wyznawców odnosił katarski „doskonały” Pierre Autier, który przez wiele lat zdołał uniknąć aresztowania. Ośrodki wiernych znajdowały się głównie w trudniej dostępnych wioskach pirenejskich (np. Montaillou). Dzięki wspólnym wysiłkom inkwizytora Tuluzy Bernarda Gui (1307–1323), inkwizytora Carcassonne Geoffroya d'Ablis (1303–1316) oraz biskupa Pamiers Jacques’a Fourniera ruch ten został jednak zduszony. Pierre Autier spłonął na stosie w 1310, a w 1321 na podstawie wyroku arcybiskupa Narbonne Bernarda de Farges spalony został Guillaume Bélibaste, ostatni katarski „doskonały” w Langwedocji. Pojedynczych zwolenników sekty katarów inkwizytorzy langwedoccy wyłapywali jeszcze do ok. 1330.

#### Spirytuałowie
W latach 20. XIV głównym celem działalności inkwizycji było heretyckie skrzydło zakonu franciszkanów czyli tzw. spirytuałowie lub begini, potępieni przez papieża Jana XXII w 1317. Około stu beginów spalono na stosie w Langwedocji w latach 1319–1330 z wyroków sądów inkwizycyjnych oraz biskupów.
Około roku 1330 wszystkie główne ruchy heretyckie w Langwedocji zostały wytępione i od tego czasu działalność inkwizycji w tym rejonie nie wykazuje już żadnych szczególnych odrębności w stosunku do pozostałej części monarchii francuskiej.

### Północna Francja

#### Robert le Bougre
W północnej Francji pierwszym inkwizytorem został dominikanin Robert le Bougre, mianowany w kwietniu 1233. Jego nominacja została jednak oprotestowana przez arcybiskupa Sens Waltera Cornuti, gdyż Robert miał podlegać wyłącznie dominikańskiemu prowincjałowi w Paryżu. Pod naciskiem Waltera i innych biskupów już w lutym 1234 papież Grzegorz IX wycofał pełnomocnictwa inkwizycyjne dla Roberta. Jednak pod wpływem doniesień Roberta o heretykach w północnej Francji papież ponownie zmienił zdanie. W sierpniu 1235 Robert le Bougre został mianowany inkwizytorem generalnym Francji. Szybko dał się poznać jako gorliwy i surowy inkwizytor. W północnej Szampanii i Flandrii w ciągu trzech miesięcy w 1236 spalił 60 heretyków. W 1239 przewodniczył masowemu procesowi kilkuset heretyków pochodzących z 16 różnych diecezji. Ponad 180 ludzi, w tym katarski biskup, zostało spalonych na stosie w miejscowości Montwimer. Działalność Roberta prawdopodobnie doprowadziła do zniszczenia struktur kościelnych katarów w północnej Francji i fizycznej eliminacji elity sekty. Robert pozostał na urzędzie inkwizytorskim co najmniej do 1244, następnie jednak został odwołany z urzędu i uwięziony za nieposłuszeństwo wobec władz zakonnych.

#### Okres 1253 – ok. 1330

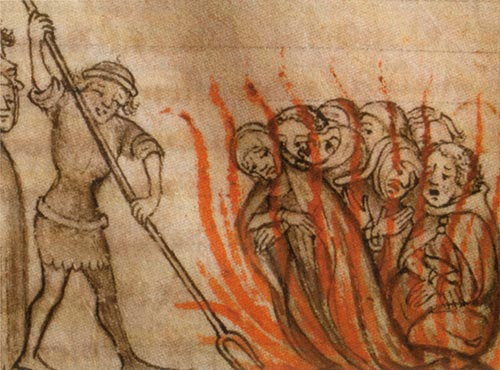
Spalenie templariuszy w 1314

Po odwołaniu Roberta le Bougre niewiele wiadomo o działalności inkwizycji w północnej Francji. W 1253 papież Innocenty IV nadał paryskiemu prowincjałowi dominikanów prawo mianowania i odwoływania inkwizytorów w Królestwie Francji. Zachowało się kilka wzmianek dokumentacyjnych wskazujących, że istotnie nominacje takie były dokonywane, np. w latach 1277–1278 poświadczony jest jako inkwizytor Francji dominikanin Simon Duval. Na początku XIV wieku inkwizytorem generalnym Francji był spowiednik króla Filipa Pięknego Wilhelm z Paryża, który odegrał dużą rolę w początkowej fazie procesu templariuszy, uwiarygadniając oskarżenia o herezję wysuwane przeciw zakonowi przez króla i legitymizując jego działania. Ponadto w 1310 przewodniczył on procesowi mistyczki Marguerite Porete. Została ona spalona na stosie jako pierwsza ofiara oskarżeń o tzw. „herezję wolnego ducha”, która została następnie potępiona przez Sobór w Vienne w 1312. W 1323 w Paryżu odbył się proces dwóch nekromantów i korzystających z ich usług duchownych.
W północnej Francji brak jest wyraźnych śladów podziału na okręgi inkwizytorskie. Obszar ten zasadniczo podlegał jurysdykcji inkwizytora generalnego w Paryżu, a jedynie doraźnie mianowano inkwizytorów dla jakichś mniejszych okręgów. W pierwszej połowie XIV wieku dość regularnie jednak wyznaczano osobnego inkwizytora dla metropolii Tours.

### Prowansja
Obszary francuskojęzyczne na wschód od Rodanu aż do 1349 były częścią Świętego Cesarstwa, a nie Królestwa Francji, przy czym wybrzeże podlegało władcom Neapolu, jednak pod względem kościelnym ziemie te zawsze uważane były za część Galii. Samodzielny, stały trybunał dla tych ziem, z siedzibą w Marsylii, został utworzony przez papieża Mikołaja IV w 1288, choć już w 1264 udokumentowany jest franciszkanin Mauryn jako inkwizytor w tym rejonie. Prowansja stała się jedynym francuskim okręgiem inkwizytorskim powierzonym franciszkanom, a nie dominikanom. Przed rokiem 1330 niewiele jednak wiadomo o działalności franciszkańskich inkwizytorów w tym rejonie, mimo że był to jeden z głównych ośrodków sekty waldensów. Najistotniejszym epizodem był proces 25 franciszkańskich spirytuałów (beginów), czyli członków dysydenckiego skrzydła tego zakonu, w Marsylii w 1318. Czterej spośród nich zostali spaleni na stosie i tym samym stali się pierwszymi męczennikami tego ruchu. Wyrok na nich wydał franciszkanin Michel Le Moine.
W 1321 inkwizytor Jacques Bernard zlecił dwóm swoim wikariuszom śledztwo przeciwko waldensom w Valence. Obaj zostali jednak zabici przez waldensów, co zahamowało represje na pewien czas. Prześladowania tej grupy wyznaniowej zostały wznowione dopiero po 1335.

### Burgundia-Lotaryngia

#### Nieudane początki (1247–1255)
W 1247 papież Innocenty IV zlecił przeorowi konwentu dominikańskiego w Besançon dobór kilku zakonników na inkwizytorów w rejonie Burgundii i Lotaryngii, w celu zwalczania obecnej tam sekty waldensów. Inicjatywa ta jednak zakończyła się fiaskiem, gdyż pełniący funkcję regenta hrabstwa Burgundii Jan, hrabia Chalon, wbrew obietnicom nie udzielił wsparcia finansowego nowemu trybunałowi. W rezultacie w 1255 dominikanie z Besançon poprosili o zwolnienie z tego zadania, a papież Aleksander IV przystał na ich prośbę.

#### Okres 1290–ok. 1330
Ponowne zorganizowanie trybunału inkwizycji w tych rejonach nastąpiło w 1290, gdy papież Mikołaj IV utworzył nową prowincję inkwizytorską składającą się z archidiecezji Besançon oraz diecezji Metz, Verdun, Toul, Sion, Lozanny i Genewy. Inkwizytorów w tej prowincji, w liczbie nie więcej niż trzech, miał mianować przeor francuskiej (paryskiej) prowincji dominikanów, mimo że obszary te należały do Cesarstwa a nie do Królestwa Francji.
Śladów działalności inkwizycji w Burgundii i Lotaryngii na przełomie XIII i XIV wieku jest bardzo niewiele. Nie wiadomo nawet, ilu inkwizytorów faktycznie działało na tym obszarze. Z zeznań waldensów przesłuchiwanych w 1320 przez inkwizytora Tuluzy Bernarda Gui wynika, że także w Burgundii członkowie tej wspólnoty byli prześladowani, jednak na ich podstawie trudno cokolwiek powiedzieć o skali i przebiegu tych represji.

## Okres od ok. 1330 do połowy XVI wieku

### Królestwo Francji

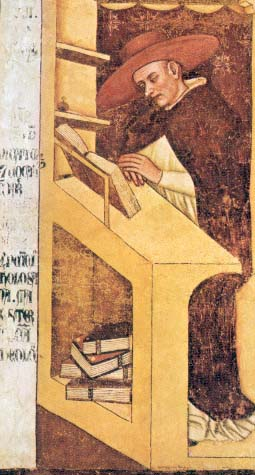
Dominikanin Jean de Moulins, zanim został kardynałem w 1350, był w latach 1344–1348 inkwizytorem Tuluzy

#### Spadek aktywności inkwizycji po 1330
Około roku 1330 aktywność dominikańskiej inkwizycji w Królestwie Francji znacznie zmalała. W Langwedocji doszło do całkowitego wytępienia sekty katarów. Do końca lat 40. XIV wieku sporadycznie dochodziło w tym rejonie do procesów waldensów i beginów, ale w końcu i te ruchy zostały wyeliminowane. Publiczne sermones fidei, tj. ceremonie ogłoszenia wyroków inkwizycji odnotowano w tym rejonie przez resztę XIV wieku jedynie w 1337 (Tuluza), 1347 (Tuluza i Carcassonne), 1357 (Carcassonne), 1374 (Tuluza) i 1383 (Carcassonne). Na północy natomiast dochodziło sporadycznie do procesów rzekomych wyznawców tzw. „herezji wolnego ducha”, były one jednak dużo rzadsze niż np. na terenie Niemiec. Co więcej, od 1332 datuje się początek stopniowego uzależniania inkwizycji od parlamentu paryskiego. W drugiej połowie XV wieku parlament paryski był już sądem nadrzędnym w stosunku do inkwizycji i mógł ingerować w jej działalność, także jako sąd drugiej instancji. Współpraca parlamentu paryskiego z wydziałem teologicznym Sorbony zapewniała mu kompetentne kadry do prowadzenia spraw o herezję. W Langwedocji od połowy XV wieku podobną rolę pełnił parlament w Tuluzie w stosunku do trybunałów inkwizycyjnych w Tuluzie i Carcassonne.

#### Działalność inkwizycji biskupiej na północy
Kilka znaczących procesów o herezję w XV wieku odbyło się przed sądami biskupimi. W 1411 biskup Cambrai Pierre d’Ailly prowadził śledztwo w sprawie sekty zwanej homines inteligentiae w Brukseli. W 1431 w Rouen przed trybunałem biskupa Pierre’a Cauchon odbył się proces Joanny d’Arc, zakończony spaleniem jej na stosie. 25 lat później została ona zrehabilitowana pośmiertnie przez papieża Kaliksta III po powtórnym śledztwie kierowanym przez inkwizytora Jeana Brehala.

#### Kryzys w XV–XVI wieku
Papież Mikołaj V próbował przeciwdziałać upadkowi znaczenia inkwizycji we Francji. W 1451 nadał inkwizytorowi Tuluzy Hugonowi le Noir szereg nadzwyczajnych uprawnień i rozszerzył jego jurysdykcję na całe terytorium Królestwa Francji. Rozporządzenie to w znacznej mierze pozostało na papierze. Zresztą nawet Mikołaj V i jego następcy nie respektowali go, gdyż już w 1451/52 udokumentowani są także inni, niezależni od Hugona, inkwizytorzy we Francji. Liczba nominacji inkwizytorskich w drugiej połowie XV wieku wręcz wzrosła, jednak wynikało to z przekształcenia się tej funkcji w czysto honorowe wyróżnienie, a nie z intensyfikacji antyheretyckiej działalności inkwizycji. Obok stałych trybunałów w Tuluzie, Carcassonne i Paryżu powstawały w tym czasie (na stałe lub tymczasowo) trybunały m.in. w Lyonie, Cambrai, Tournai, Rouen, Bourges i Bordeaux.
Wpływ na to miała także wewnętrzna sytuacja w zakonie dominikanów, w szczególności powstawanie zreformowanych, tzw. obserwanckich kongregacji, które były wyłączone spod władzy prowincjałów. Na północy Francji od około połowy XV wieku działała Kongregacja Holenderska, która zaczęła tworzyć i obsadzać trybunały inkwizycyjne w południowych Niderlandach, dotąd podlegających bezpośredniej jurysdykcji inkwizytora generalnego w Paryżu. Z kolei na południu kraju działała obserwancka Kongregacja Francuska, która rościła sobie prawo do obsady trybunałów inkwizycyjnych w Tuluzie i Carcassonne. Wynikały z tego spory frakcyjne wśród dominikanów i rywalizacja o stanowiska inkwizytorskie. Szczególnie ostry charakter miała walka o stanowisko inkwizytora Tuluzy w latach 1531–1538. W tym czasie nominacje inkwizytorskie podlegały zatwierdzeniu przez króla oraz parlamenty w Paryżu i Tuluzie (w zależności od siedziby trybunału).

#### Procesy o czary
Pomimo ogólnego spadku aktywności i znaczenia inkwizycji we Francji w XV wieku, wiadomo, że kilku francuskich inkwizytorów było zaangażowanych w polowania na czarownice. Dowody na to są jednak dość skąpe, gdyż niewiele materiałów procesowych z tego okresu się zachowało i o niektórych procesach wiadomo jedynie ze źródeł narracyjnych lub traktatów teologicznych. Dominikański teolog z Wiednia Johannes Nider w 1437 pisał o procesach o czary w diecezji Autun, będących dziełem dominikańskiego inkwizytora z Lyonu, nie precyzując jednak, kiedy one miały miejsce ani jaki był ich dokładny przebieg. Z kolei hiszpański franciszkanin Alphonso da Spina w 1459 czynił aluzję do czarownic spalonych za udział w sabatach przez trybunał w Tuluzie, jednak i on nie podał żadnych dalszych szczegółów. Jean Vineti, inkwizytor Carcassonne od 1451, napisał traktat teologiczny, w którym argumentował za realnością zbrodni czarów, ale o jego praktycznej działalności nic nie wiadomo. Lepiej udokumentowane są procesy o czary na północy kraju kierowane przez wikariuszy inkwizytora generalnego Rolanda le Cozic, np. w 1453 w Évreux czy w 1459–1462 w Arras. W tym drugim procesie spalono 12 osób na 34 oskarżone, przy czym wielu podejrzanych było brutalnie torturowanych. Działania te wzbudziły ostre protesty i zostały przerwane wskutek interwencji biskupa Arras, parlamentu paryskiego oraz inkwizytora Jeana Brehala. W 1491 parlament paryski zrehabilitował wszystkich skazanych.

#### Skandale w Tuluzie (1532–1538)
W latach 20. XVI wieku we Francji zaczęły się szerzyć idee luterańskie, jednak główny ciężar walki z tym wzięły na siebie parlamenty, a nie papiescy inkwizytorzy, z których niektórzy zresztą byli humanistami i pozostawali otwarci na nowe prądy umysłowe. W 1532 parlament w Tuluzie wydał nakaz aresztowania 55 osób, w większości związanych z uniwersytetem tuluskim, podejrzanych o luteranizm. Większość z nich uciekła, ale 23 schwytano i wytoczono im proces, w tym jednego spalono na stosie. Ówczesny inkwizytor Tuluzy Arnaud de Badet uchylił się jednak od udziału w procesie, a wkrótce wyszło na jaw, że niektórzy aresztowani byli jego przyjaciółmi. W tej sytuacji parlament oskarżył inkwizytora o sprzyjanie heretykom, doprowadzając do jego dymisji w 1536. Działalność jego następcy Louisa de Rochette zakończyła się jeszcze większym skandalem. W 1538 parlament tuluski aresztował go pod zarzutem herezji i po błyskawicznym procesie skazał na spalenie na stosie. Zarzuty wobec Rochette prawdopodobnie były drastycznym przejawem wewnątrzzakonnej rywalizacji o stanowisko inkwizytora Tuluzy. Jednym z jego oskarżycieli był jego następca Vidal de Becanis.

#### Marginalizacja inkwizycji
Skandale wstrząsające inkwizycją w Langwedocji spowodowały, że w 1539 król Franciszek I formalnie przekazał sprawy o herezję do kompetencji parlamentów, marginalizując inkwizytorów, którzy, choć wciąż zachowywali pewną autonomię (zwłaszcza w procesach przeciwko duchownym), faktycznie stali się zaledwie teologicznymi doradcami sądów parlamentarnych. Na północy Francji proces ten dokonał się nawet nieco wcześniej, gdyż już w 1525 za zgodą papieża Klemensa VII utworzona została specjalna komisja do zwalczania herezji w ramach parlamentu paryskiego. Praktycznie wszystkie procesy o herezję w północnej Francji w okresie reformacji zostały przeprowadzone przez sądy parlamentarne, z co najwyżej pomocniczym udziałem inkwizytora. Ostatnim inkwizytorem generalnym mianowanym na starych zasadach był dominikanin Mathieu d’Ory, który zmarł w 1557.

### Prowansja

#### Prześladowania waldensów

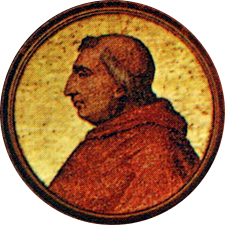
Papież Innocenty VIII, inicjator krucjaty przeciwko waldensom w 1487

Po wytępieniu katarów jedynym liczniejszym ruchem dysydenckim na ziemiach francuskojęzycznych byli waldensi, zamieszkujący głównie w Delfinacie, zwłaszcza w dolinach alpejskich Valpute, Argentiere, Valculson i Freyssiniere. Obszary te od 1288 wchodziły w skład inkwizytorskiej prowincji Prowansja, powierzonej franciszkanom, jednak przez długi czas waldensi w zasadzie nie byli niepokojeni przez inkwizycję, szczególnie po tym, jak w 1321 dwóch wikariuszy inkwizytora Jacques’a Bernarda zostało przez nich zabitych. W 1335 papież Benedykt XII zażądał jednak intensyfikacji represji. Ponieważ waldensi zamieszkiwali górskie rejony, gdzie tworzyli zwarte społeczności i nie wahali się używać przemocy w swej obronie, inkwizytorzy, którzy podejmowali przeciw nim działalność, musieli odwoływać się do pomocy władz świeckich i organizować zbrojne ekspedycje przeciwko ich skupiskom. Efektywność tych działań była jednak niska. Waldensi zwykle chronili się w górach i niewielu z nich wpadało w ręce inkwizytorów. Zazwyczaj ekspedycje te kończyły się ekshumowaniem i spaleniem zwłok heretyków z miejscowych cmentarzy oraz konfiskowaniem skromnego mienia pozostawionego w dolinach przez waldensów. Schwytani heretycy na ogół deklarowali nawrócenie na katolicyzm, ale po odejściu wojsk i inkwizytora powracali do herezji, co w przypadku powtórnego procesu oznaczało śmierć na stosie. Do egzekucji waldensów doszło w 1347 w Qirieu i w 1348 w Embrun. W latach 1352–1363, gdy urząd arcybiskupa Embrun sprawował Guillaume de Bordes, działalność inkwizycji wobec waldensów niemal ustała, gdyż arcybiskup ten przyjął strategię nawracania ich poprzez pracę duszpasterską, a nie represje. Inkwizytorzy w tym czasie zajmowali się głównie podejrzeniami o fałszywe nawrócenia prowansalskich żydów na chrześcijaństwo. Jednak po śmierci arcybiskupa Guillaume de Bordes w 1363 ponownie wziął górę kierunek represyjny wobec waldensów. W 1366 kilkunastu waldensów spalono na stosie, a ich majątki skonfiskowano. W 1371 inkwizytorem Prowansji został François Borel, który zyskał szczególnie złą sławę wśród miejscowych. W 1380 ogłosił zaoczne wyroki śmierci wobec 169 osób i do 1393 poprowadził wiele ekspedycji zbrojnych mających na celu złapanie skazańców i wykonanie wyroków. Wielu schwytanych podporządkowało się Kościołowi i było skazywanych jedynie na grzywny. Pozostałych palono na stosach, a ich majątki konfiskowano.
Po roku 1393 prześladowania waldensów na pewien czas ustały. Niewykluczone zresztą, że władze kościelne były przekonane, że w wyniku działalności Borela, a także późniejszej działalności misjonarskiej Wincentego Ferreriusza (1399–1403), udało im się zmusić ich wszystkich do konwersji, a opornych wyeliminować. Wskazywać na to może treść listu nominacyjnego dla inkwizytora Ponce Feugeyrona z 1409, w którym Aleksander V, choć wylicza szereg występków, którymi nowy inkwizytor powinien się zająć, w ogóle nie wspomina o waldensach. Jeśli jednak faktycznie tak uważały, to wkrótce okazało się, że były w błędzie. W 1432 inkwizytor Pierre Fabre pisał w liście do Soboru Bazylejskiego, że uwięził właśnie sześciu waldensów, którzy wymienili jako swych współwyznawców ponad 500 mieszkańców alpejskich dolin. Nic jednak nie wskazuje, by faktycznie podjęto próbę aresztowania pozostałych podejrzanych. Następne informacje o prześladowaniach waldensów pochodzą dopiero z 1475. O spadku znaczenia i autorytetu inkwizycji w tym czasie najlepiej świadczy fakt, że waldensi skutecznie odwołali się do króla Ludwika XI. Ordonans królewski z 18 maja 1478 ogłaszał, że mieszkańcy alpejskich dolin to dobrzy katolicy i zakazał urzędnikom królewskim udzielać pomocy w ich prześladowaniu przez inkwizytorów. Na nic zdały się protesty papieża Sykstusa IV. Dopiero śmierć Ludwika XI w 1483 umożliwiła wznowienie represji. W 1486 arcybiskup Embrun Jean Bayle wezwał wszystkich waldensów z dolin Valpute, Argentiere, Valculson i Freyssiniere do podporządkowania się Kościołowi lub opuszczenia tych ziem. Ci jednak zignorowali ten apel. W tej sytuacji papież Innocenty VIII ogłosił krucjatę. Zorganizowano ją w 1488, a na jej czele stanął archidiakon Cremony Alberto Cattaneo oraz hrabia Varax Hugo de La Palu. Oficjalnego poparcia udzielił krucjacie parlament w Grenoble. Wyprawa zbrojna poniosła porażkę w starciu z partyzanckimi oddziałami koło Prali, po czym przerodziła się w krwawą pacyfikację osad waldensów. Około 160 osób zostało zamordowanych, co stanowiło 1/10 populacji waldensów, ale większość zdołała schronić się w górach. W 1489 wojska opuściły Delfinat, nie osiągnąwszy zamierzonych celów.
W 1509 waldensi uzyskali od króla Ludwika XII i władz kościelnych rehabilitację osób zamordowanych w czasie krucjaty w latach 1488–1489 oraz unieważnienie dokonanych wtedy konfiskat. Wprawdzie uznano, że zamordowani byli heretykami, jednak nie dano im szansy nawrócenia, wskutek czego nie można uznać, by ich egzekucje i konfiskaty ich majątków były zgodne z prawem.

#### Procesy o czary
Obszary podległe prowansalskim inkwizytorom (Delfinat, dolina Aosty) stały się także areną jednych z pierwszych w historii Europy polowań na czarownice. Już w 1409 papież Aleksander V w liście do inkwizytora Ponce Feugeyrona wspomina o istniejącej rzekomo w Alpach „nowej sekcie” czarowników. Co prawda największe polowania na czarownice w Delfinacie w latach 1428–1447 były dziełem sądów świeckich, zwłaszcza sędziego Claude Tholosana, niemniej procesy o te występki odbywały się także przed inkwizytorami lub urzędnikami biskupimi. Jednym z najbardziej znanych jest proces Pierre’a Valin, skazanego na śmierć przez trybunał inkwizycyjny w La Tour du Pin w 1438.

#### Jean de Roma
Decyzje podjęte w 1509 nie sprzyjały dalszej działalności inkwizycji przeciwko waldensom. Jednak w 1528 inkwizytorem na tym obszarze został dominikanin Jean de Roma (zm. 1533). Mając początkowo poparcie parlamentu w Aix-en-Provence w 1532 wznowił on prześladowania waldensów i w lutym 1533 skazał siedmiu z nich na spalenie. Jednak już wkrótce potem został wezwany przez parlament by odpowiedzieć na skargi o stosowanie okrutnych tortur wobec podejrzanych. Jego działalność została zawieszona, a on sam krótko potem zmarł w wyniku epidemii dżumy. Wraz z jego śmiercią kończy się historia inkwizycji w tych częściach prowincji prowansalskiej, które należały do Królestwa Francji. Nie oznaczało to jednak końca represji wobec waldensów. W 1545 na polecenie parlamentu w Aix-en-Provence dokonano krwawej pacyfikacji wiosek waldensów w Prowansji. W papieskim Awinionie natomiast w 1541 został utworzony trybunał zreformowanej inkwizycji rzymskiej, kierowany przez dominikanów, który w XVI wieku prowadził bardzo intensywną działalność przeciwko podejrzanym o protestantyzm.

### Burgundia-Lotaryngia

#### XIV wiek
Na temat działalności inkwizycji w prowincji inkwizytorskiej Besançon (tj. Burgundii i Lotaryngii) w XIV wieku wiadomo najmniej. Nie jest nawet pewne, czy działał w niej jeden czy kilku inkwizytorów. Wiadomo, że w 1356 dominikanin Jean de Fontaine, tytułowany jako inkwizytor Lotaryngii, został odwołany ze stanowiska przez kapitułę generalną zakonu dominikanów, znane są też imiona kilku innych inkwizytorów z tego obszaru, z czego jeden (Martin d'Amance) nawet został biskupem, ale źródła nie przekazały informacji o procesach przeciwko heretykom. Dopiero w 1399 w diecezji lozańskiej toczyły się postępowania przeciwko waldensom.

#### Ulric de Torrenté
Działalność inkwizycyjna w prowincji burgundzko-lotaryńskiej nasiliła się w latach 20. XV wieku w związku z procesami o czary. Mianowany w 1424 inkwizytor Ulric de Torrenté z konwentu w Lozannie, którego jurysdykcja obejmowała całą tę prowincję, był jednym ze współautorów pierwszego wielkiego polowania na czarownice w historii, które miało miejsce na obszarze diecezji siońskiej (południowo-zachodnia Szwajcaria) między 1427 a 1436 i pochłonęło kilkaset ofiar. Polowanie to do niedawna uważane było za dzieło wyłącznie sędziów świeckich, jednak w wyniku odkrycia nowej dokumentacji okazało się, że część procesów w 1428 odbywało się pod kierownictwem inkwizytora Ulrica de Torrenté. Ten sam inkwizytor w latach 1429–1430 prowadził procesy przeciwko waldensom we Fryburgu, a w latach 1438–1439 ponownie działał przeciwko rzekomym czarownikom w Lozannie i Neuchâtel.

#### Podział prowincji na mniejsze okręgi
Około połowy XV wieku doszło do definitywnego podziału prowincji na pomniejsze okręgi inkwizytorskie. Początkowo były prawdopodobnie trzy okręgi: Lotaryngia (obejmująca diecezje Metz, Toul i Verdun), archidiecezja Besançon oraz okręg frankoszwajcarski, obejmujący diecezje Lozanny, Sionu i Genewy, z głównym ośrodkiem początkowo w Lozannie, a po 1476 w Genewie. Niektóre z nich ulegały później dalszym podziałom. W latach 20. XVI wieku każda z trzech diecezji lotaryńskich miała własnego inkwizytora. W latach 1472–1476 diecezja genewska stanowiła samodzielny okręg inkwizytorski, niezależny od trybunału z Lozanny.

#### Procesy o czary
Więcej informacji odnośnie do działalności inkwizycyjnej zachowało się jedynie dla trybunału z okręgu Lozanna-Genewa-Sion. Przez niemal cały XV wieku regularnie dochodziło w tym okręgu do procesów o czary. Toczyły się one raczej przeciwko niewielkim grupom podejrzanych, nie odnotowano kolejnego polowania na skalę zbliżoną do tej z lat 1427–1436. Nieliczne wzmianki o procesach o czary zachowały się także z dwóch pozostałych okręgów prowincji burgundzko-lotaryńskiej, choć pochodzą one z nieco późniejszego okresu (koniec XV i początek XVI stulecia).

#### Okres reformacji
W latach 20. XVI wieku w Lotaryngii i Franche-Comté doszło do pierwszych procesów przeciwko zwolennikom reformacji, w których brali udział także inkwizytorzy. Jednak już w 1534 parlament Franche-Comté odebrał sądom kościelnym (zarówno biskupom jak i inkwizytorom) jurysdykcję w sprawach o herezję. Urząd inkwizytora Besançon przetrwał wprawdzie, ale miał już znaczenie wyłącznie honorowe. W Genewie inkwizycja istniała nie dłużej niż do kasaty klasztorów dominikańskich w okresie reformacji. Natomiast ostatni inkwizytor w Lotaryngii, Jean Beguinet, zmarł w 1558.

## XVI–XVIII wiek

### Próby reformy inkwizycji w 1557

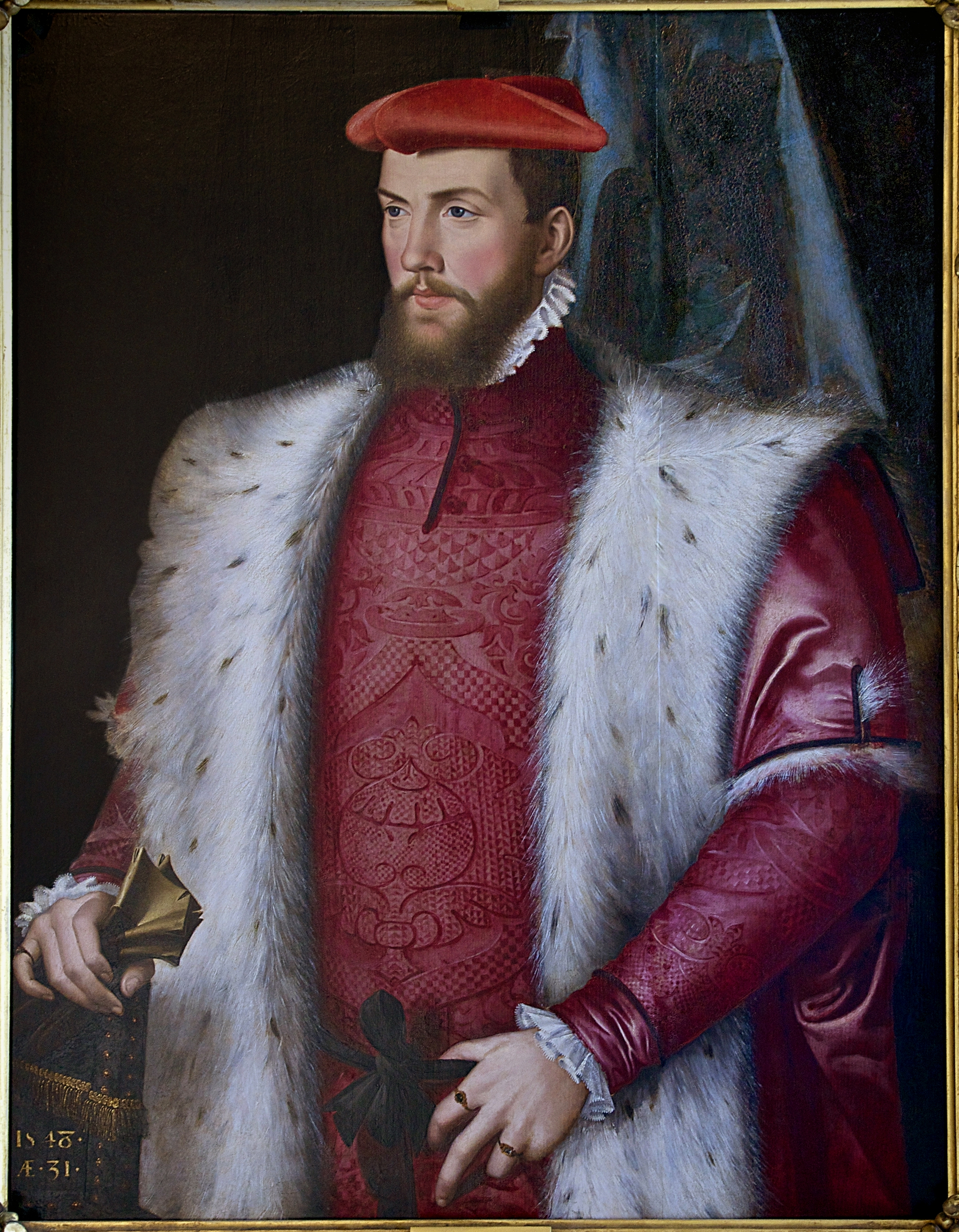
Kardynał Odet de Coligny de Châtillon, mianowany w 1557 jednym z inkwizytorów generalnych, w 1561 przeszedł na kalwinizm

Mimo kierowanych przez lokalne parlamenty represji wobec protestantów reformacja zdobywała we Francji coraz więcej zwolenników, którzy dzięki wsparciu z Genewy byli coraz lepiej zorganizowani. Zwano ich hugenotami. Poszukując nowych instrumentów do zwalczania protestantyzmu król Francji Henryk II Walezjusz chciał utworzyć we Francji inkwizycję na wzór hiszpański, tj. jako zorganizowaną, państwowo-kościelną instytucję. Papież Paweł IV wyraził zgodę i w 1557 mianował trzech inkwizytorów generalnych Francji, którzy mieli zorganizować nowy trybunał. Zostali nimi francuscy kardynałowie Odet de Coligny de Châtillon, Charles de Lorraine-Guise i Charles de Bourbon-Vendôme. Projekt ten zakończył się jednak całkowitym fiaskiem, bo parlament paryski nie wyraził na niego zgody, a po śmierci Henryka II (1559) nie miał już ciągu dalszego. Co więcej, w 1561 kardynał Odet de Coligny de Châtillon, jeden z inkwizytorów generalnych, oficjalnie przyjął kalwinizm i dołączył do obozu hugenotów. Dekret regentki Katarzyny Medycejskiej z 1560 wykreślił herezję z listy przestępstw, kładąc kres sądowym represjom za herezję (na krótko wznowiono je w latach 1568–1570 i 1585–1589). W 1562 wybuchły we Francji wojny religijne między katolikami i hugenotami, które trwały z przerwami do 1598. W ich trakcie dochodziło z obu stron do wielu aktów przemocy i pozaprawnych form represji wobec przeciwników religijnych. Najsłynniejszym takim wydarzeniem jest Noc św. Bartłomieja w 1572, gdy w Paryżu katolicy wymordowali około 2 tysięcy hugenotów. Finałem tych wojen był edykt nantejski z 1598 gwarantujący hugenotom swobodę kultu.

### Inkwizycja rzymska
Utworzenie w 1542 przez papieża Pawła III Kongregacji Rzymskiej i Powszechnej Inkwizycji w Rzymie, jako centralnego organu zwierzchniego papieskich inkwizytorów, początkowo nie miało bezpośredniego przełożenia na sytuację trybunałów papieskiej inkwizycji we Francji, tym bardziej, że nawet we Włoszech niektóre trybunały jeszcze przez wiele lat zachowały znaczną autonomię w stosunku do Kongregacji. Jedynie w podległym bezpośrednio papieżowi Awinionie w 1541 utworzony został trybunał nowej inkwizycji rzymskiej, który w XVI wieku prowadził bardzo intensywną działalność przeciwko zwolennikom reformacji. Niemniej, do końca XVI wieku Kongregacja ta zdołała w mniejszym lub większym stopniu podporządkować sobie wszystkie lokalne trybunały. Również francuskie trybunały w Tuluzie i Carcassonne oraz trybunał w Besançon w cesarskiej prowincji Franche-Comté około 1600 mogą być uznawane za część struktur tzw. inkwizycji rzymskiej.

### Zniesienie inkwizycji we Francji
Inkwizytorzy Tuluzy i Carcassonne byli wyznaczani do końca XVII wieku, jednak nominacje te miały znaczenie wyłącznie honorowe. Nie prowadzili oni prawie żadnej aktywnej działalności inkwizytorskiej, gdyż ich kompetencje przejął parlament tuluski, m.in. w 1619 parlament ten skazał na stos ateistę Lucilio Vaniniego. Ostatni inkwizytor Carcassonne Thomas Vidal zmarł w 1703, a ostatni inkwizytor Tuluzy Antonin Massoulié w 1706. Formalnie nie został nigdy wydany żaden dekret o rozwiązaniu trybunałów langwedockich, po prostu po ich śmierci władze kościelne zrezygnowały z mianowania ich następców.
W cesarskim Besançon trybunał inkwizycji uległ faktycznej likwidacji po zajęciu miasta przez Francję w 1674, choć ostatniemu inkwizytorowi Louisowi Buhon (zm. 1713) pozwolono na dożywotnie zachowanie tytułu inkwizytora i związanych z tym urzędem beneficjów. Jeden z miejscowych inkwizytorów, dominikanin Pierre Symard, odegrał dużą rolę w polowaniach na czarownice we Franche-Comté w latach 1657–1659. Działania te spotkały się jednak z dezaprobatą Kongregacji Rzymskiej i Powszechnej Inkwizycji, która odwołała go ze stanowiska w 1660. Dowodzi to zależności siedemnastowiecznych trybunałów francuskich od Kongregacji.
Trybunał inkwizycyjny w Awinionie istniał do zajęcia miasta przez rewolucyjną Francję w 1790.

## Statystyki wyroków i egzekucji

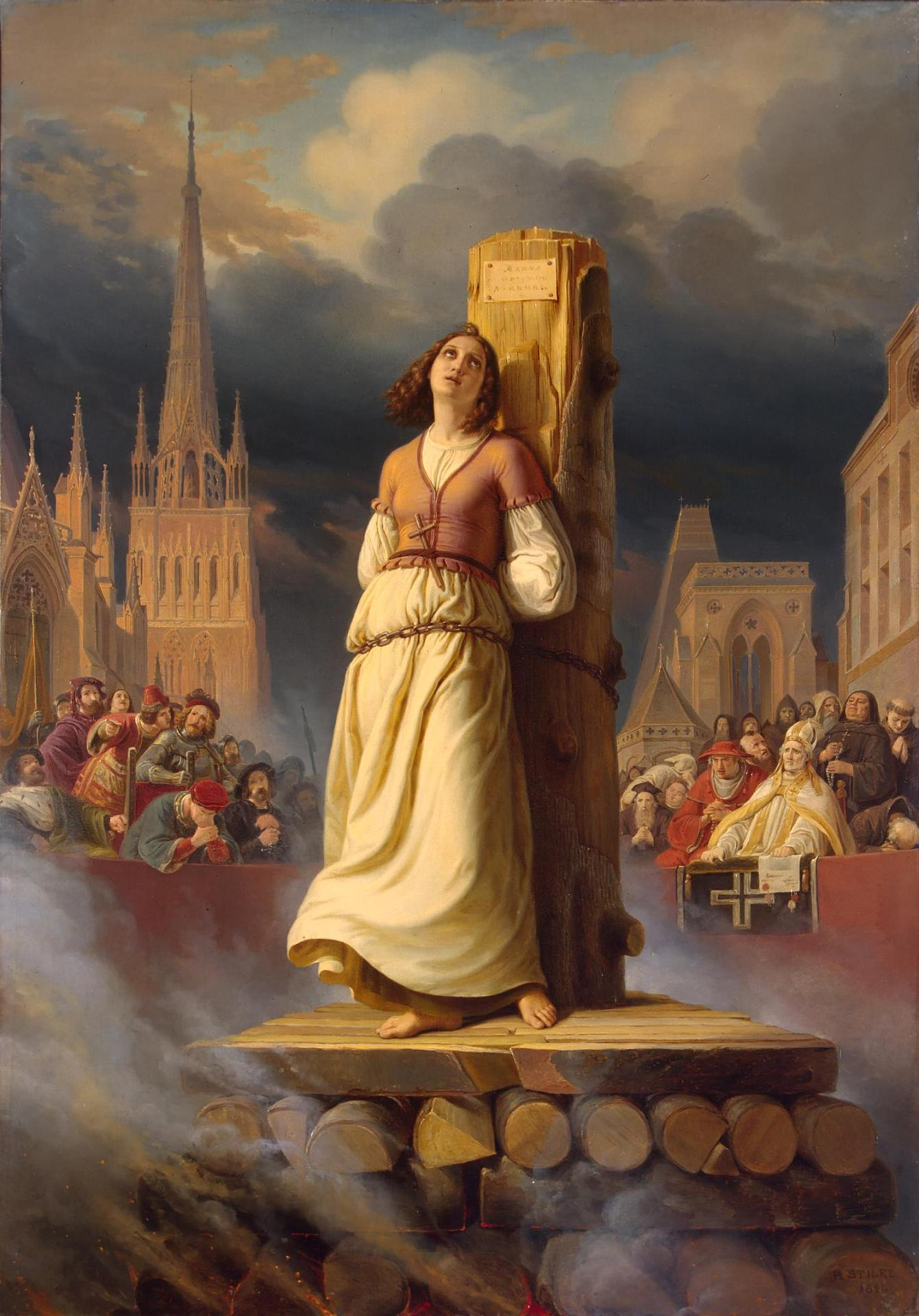
Joana d’Arc, skazana na stos przez biskupa Beauvais Pierre’a Cauchon, została zrehabilitowana przez inkwizytora Jeana Brehala

### Inkwizycja papieska
Dokładne statystyki wyroków wydanych przez papieską inkwizycję w średniowiecznej Francji i liczba wynikłych z nich egzekucji są niemożliwe do ustalenia ze względu na niedostateczną ilość materiałów źródłowych. Jednak to właśnie z terytorium Francji, szczególnie z Langwedocji, zachowało się najwięcej dokumentacji procesowej średniowiecznej inkwizycji, na podstawie której da się odtworzyć przynajmniej częściowe statystyki. W pewnym zakresie uzupełniają ją także źródła zewnętrzne, np. kroniki.

#### Langwedocja
W pierwszych latach działalności inkwizycji w Langwedocji z uwagi na duży opór lokalnych społeczności większość wyroków dotyczyła zmarłych heretyków, których ciała ekshumowano i palono oraz zbiegów, których potępiano zaocznie. Kronikarz Wilhelm Pelhisson, który był asystentem inkwizytora Arnolda Katalończyka, w swej kronice wymienia jedynie cztery rzeczywiste egzekucje z wyroków inkwizytorów dominikańskich w latach 1234–1241 oraz jedną z wyroku legata papieskiego Jeana z Bernin w Albi w 1237, za to po imieniu wskazuje ponad 20 osób potępionych pośmiertnie i ponad 40 skazanych zaocznie. Wielu spośród potępionych zaocznie zostało później schwytanych i spalonych w Montségur w 1244. Niestety, Pelhisson nie podaje liczby penitentów, sugeruje jednak, że była ona znaczna; szczególnie wiele osób miało dobrowolnie się przyznać i nawrócić podczas tzw. „okresu łaski” w kwietniu 1235 oraz po nawróceniu Rajmunda Grosa w 1236. 19 lutego 1238 ponad 20 penitentów zostało skazanych na więzienie.
Inkwizytor Pierre Cella podczas śledztwa prowadzonego w rejonie Quercy w 1241–1242 pojednał z Kościołem 724 heretyków, na których nałożył różnego rodzaju pokuty. Inkwizytorzy Ferrier, Pons Gary, Pierre Durand i Guillaume Raymond między grudniem 1242 a wrześniem 1244, przesłuchali ponad 700 podejrzanych. W latach 1243–1245 Bernard de Caux wydał w Agen i Cahors 25 wyroków więzienia i konfiskaty dóbr. W latach 1245–1246 ten sam inkwizytor prowadził zakrojone na szeroką skalę śledztwo w rejonie Lauragais i Lavaur. Objęło 39 miejscowości, a przesłuchaniom poddano prawdopodobnie wszystkich dorosłych mieszkańców (5471 osób), z czego 207 uznano za winnych herezji. Spośród nich 23 osoby skazano na więzienie a 184 na kary pokutne. W latach 1246–1248 inkwizytorzy Bernard de Caux i Jean de Saint-Pierre wydali w Tuluzie 192 wyroki, z czego 43 stanowiły zaoczne potępienia, a 149 to wyroki więzienia. W Pamiers ci sami inkwizytorzy między wrześniem 1246 a majem 1247 skazali 7 osób na więzienie, a w Limoux w hrabstwie Foix 156 osób skazali na noszenie krzyży pokutnych.
Langwedockie rejestry z lat 1241–1248 nie zawierają żadnych wyroków śmierci, należy jednak pamiętać, że zachowała się jedynie część dokumentacji. Na podstawie dokumentów z ok. 1252 wiadomo, że w latach 40. XIII wieku inkwizytor Ferrier skazał na śmierć i konfiskatę dóbr około 60 heretyków z Albi, choć nie jest pewne, czy wszystkie te wyroki zostały wykonane. Ponadto w zeznaniach świadków i podejrzanych przesłuchiwanych przez inkwizytorów w latach 1242–1246 pojawiają się wzmianki o około 70 heretykach spalonych w latach 30. i 40. XIII wieku, jednak poza nielicznymi wyjątkami nie sposób stwierdzić czy osoby te zostały stracone na podstawie wyroków inkwizytorów czy też w wyniku samodzielnych decyzji władz świeckich. Przykłady z późniejszych lat wskazują, że takich arbitralnych egzekucji dokonanych przez władze świeckie było bardzo dużo i niekiedy wykonywano je na osobach rozgrzeszonych przez inkwizytorów.
Ogółem do połowy XIII wieku faktyczne egzekucje stanowiły prawdopodobnie około 1% wszystkich wyroków, wyroki więzienia ponad 10%, za to zaoczne potępienia aż 25%. Andrea Del Col ocenia, że w ciągu około 100 lat (1233 do 1330) inkwizytorzy w Langwedocji osądzili około 15–20 tysięcy katarów.
Najlepiej udokumentowana jest działalność Bernarda Gui, inkwizytora Tuluzy w latach 1307–1323, gdyż zachował się kompletny rejestr wydanych przez niego wyroków (tzw. Liber Sententiarum). W ciągu całego okresu swej aktywności inkwizytorskiej wydał on 633 wyroki skazujące przeciw 602 osobom (31 było recydywistami), w tym:
- 41 wyroków śmierci;
- 40 potępień zbiegłych heretyków (in absentia);
- 89 wyroków przeciwko zmarłym, w tym:
  - 66 nakazów ekshumacji i spalenia zwłok,
  - 3 nakazy ekshumacji zwłok bez nakazu ich spalenia,
  - w stosunku do 17 osób, które zmarły przed końcem procesu, Bernard zadeklarował, że gdyby żyły, zostałyby skazane na więzienie[91],
  - w stosunku do 3 osób, które zmarły przed końcem procesu, orzekł, że zostałyby skazane na stos;
- 308 wyroków więzienia;
- 136 nakazów noszenia krzyży;
- 17 nakazów odbycia pielgrzymki;
- w stosunku do jednej osoby Bernard Gui orzekł nakaz wzięcia udziału w następnej krucjacie do Ziemi Świętej;
- w jednym przypadku wymierzenie kary zostało odroczone.

Do tego Bernard Gui wydał jeszcze 274 wyroki polegające na złagodzeniu odbywanych kar już skazanym heretykom; w 139 przypadkach zamienił więzienie na noszenie krzyży, a w 135 noszenie krzyży na pielgrzymkę. Do pełnej statystyki należy dodać jeszcze 22 nakazy zburzenia domów służących heretykom za miejsca spotkań, jedno potępienie i spalenie pism żydowskich (w tym komentarzy do Tory) oraz nałożenie zbiorowej pokuty na miasto Cordes.
W okręgu Carcassonne w latach 1322–1329 według niepełnych danych papiescy inkwizytorzy spalili 32 osoby, 58 skazali na więzienie, a ponad 80 innych skazali na różne kary pokutne (noszenie żółtych krzyży, pielgrzymki itp.). Nadto ukarano czterech fałszywych świadków, pięciu heretyków potępiono pośmiertnie, sześć osób uwolniono od zarzutów oraz ogłoszono 60 wyroków polegających na złagodzeniu już odbywanych kar. W 1347 w Tuluzie i Carcassonne spalono łącznie sześciu beginów.
W 1467 w Rouerge sądzono trzech zwolenników schizmy Jeana Carriera, jednego z ostatnich stronników antypapieża Benedykta XIII z okresu Wielkiej schizmy zachodniej. Jednego z nich spalono, jeden zmarł w trakcie procesu, a na jednego nałożono pokutę.
Inkwizytor Louis Rochette, który w 1538 sam został spalony przez parlament tuluski jako heretyk, w 1536 prowadził w regionie Guyenne dochodzenie przeciwko domniemanym luteranom, które zakończyło się nałożeniem grzywny na dziewięć osób. Ponadto Rochette uniewinnił jednego urzędnika z Agen w 1537, a dwóch innych podejrzanych przekazał w ręce parlamentu w Bordeaux celem dalszego procedowania.

#### Prowansja
Dane o wyrokach wydawanych przez inkwizytorów prowansalskich są jeszcze bardziej fragmentaryczne. W 1318 inkwizytor Michel Le Moine sądził w Marsylii 25 franciszkańskich spirytuałów, z których czterech skazał na spalenie. 1348 w Embrun spalono 12 waldensów, a w 1353 na siedmiu innych inkwizytor Jean Dumont nałożył kary pokutne. Inkwizytor François Borel 1 lipca 1380 ogłosił zaoczne wyroki śmierci wobec 169 osób, w tym 108 z doliny Valpute, 32 z Argentiere i 29 z Freyssiniere. Nie wiadomo ile z nich faktycznie wykonano, potwierdzone jest stracenie jedynie sześciu osób schwytanych w 1382.
W ciągu XV wieku udokumentowanych jest około 40 egzekucji z wyroków inkwizytorów prowansalskich, w tym aż 15 na terenie włoskojęzycznej diecezji Aosty. W większości dotyczyły one osób oskarżonych o czary.
Inkwizytor Jean de Roma w 1532–1533 wytoczył procesy przeciwko 150 podejrzanym, z których siedmiu skazał na śmierć. Wyroki te zatwierdził parlament w Aix-en-Provence.

#### Północna Francja
Działający w latach 1233–1244 pierwszy dominikański inkwizytor Francji Robert le Bougre zyskał szczególnie ponurą sławę. W 1236 Robert spalił około 60 osób na obszarze Szampanii i Flandrii, a 13 maja 1239 w miejscowości Montwimer wysłał na stos ponad 180 katarów.
Po odwołaniu Roberta z urzędu aktywność inkwizycji w północnej Francji utrzymywała się na bardzo niskim poziomie. W 1310 inkwizytor generalny Wilhelm z Paryża spalił beginkę Małgorzatę Porete i fałszywego konwertytę żydowskiego, a towarzysza Małgorzaty skazał na więzienie. W 1323 w Paryżu spalono żywcem jednego nekromantę i spalono zwłoki drugiego, który zmarł w więzieniu, a bliżej niesprecyzowaną liczbę duchownych korzystających z ich usług skazano na więzienie. Inkwizytor Jacques de Morey w 1372 prowadził proces przeciwko dwójce liderów sekty tzw. Kompanii Ubóstwa, zaliczanej do nurtu tzw. „herezji wolnego ducha”. Niejaką Jeanne Daubeton spalono wówczas na stosie wraz ze zwłokami jej towarzysza, który zmarł w więzieniu. W 1381 ten sam inkwizytor skazał na więzienie paryskiego prewota Hugona Aubriot, oskarżonego o sprzyjanie heretykom i żydom.
Z XV wieku zachowały się sporadyczne wzmianki o inkwizycyjnych procesach o czary. W 1453 w Évreux były profesor Sorbony Wilhelm Adline został skazany na więzienie za udział w sabatach. Pojedyncze egzekucje odnotowano w Nevers (ok. 1438) i Langres (1459). Jeden z największych procesów w tym rejonie miał miejsce w latach 1459–1460 w Arras; 34 osoby oskarżono wówczas o czary i satanizm, 12 z nich spalono na stosie.
W 1465 inkwizytor Nicolas Jacquier osądził w Lille pięciu waldensów, z czego jednego skazał na śmierć.

#### Burgundia-Lotaryngia
W Burgundii i Lotaryngii na temat działalności inkwizycji nie wiadomo nic konkretnego niemal do końca XIV wieku. Dopiero w 1399 w kilku miastach diecezji lozańskiej odbyły się postępowania przeciwko waldensom. We Fryburgu papieski inkwizytor Humbert Franconis uniewinnił 53 podejrzanych o przynależność do tej sekty, natomiast w Bernie mianowany przez biskupa inkwizytor Nikolaus von Landau, przeor miejscowego konwentu dominikanów, pojednał z Kościołem 130 waldensów
Inkwizytor Ulric de Torrenté w 1428 uczestniczył w masowych procesach o czary w diecezji siońskiej. Według zapisów kronikarskich w ich wyniku spalono kilkaset ofiar, ale dokładnych danych nie da się podać z uwagi na zbyt małą ilość dokumentów. Ten sam inkwizytor w latach 1429–1430 spalił trzech waldensów we Fryburgu i wielu innych uwięził, a w 1439 w Neuchatel spalił dwóch mężczyzn za herezję.
Nie licząc procesów z 1428, w prowincji burgundzko-lotaryńskiej udokumentowanych jest co najmniej 35 egzekucji za czary w ciągu XV i na początku XVI wieku. Ponadto w 1525 inkwizytor Metzu Nicolas Savin spalił jednego z pierwszych protestanckich męczenników Jeana Castellane.

#### Lista udokumentowanych egzekucji
Poniższa lista obejmuje jedynie egzekucje heretyków z wyroku papieskich inkwizytorów we Francji, a nie sądów biskupich, parlamentów czy innych sądów świeckich. Obejmuje też tylko te przypadki, gdzie źródła pozwalają na ustalenie liczby straconych.
| Data                | Miejsce                       | Prowincja inkwizytorska | Liczba straconych | Uwagi |
| ------------------- | ----------------------------- | ----------------------- | ----------------- | --- |
| 1234                | Albi                          | Langwedocja             | 2                 | Katarzy Pierre Podiumperditum i Pierre Bomacip spaleni przez inkwizytora Arnolda Katalończyka OP |
| 1234                | Tuluza                        | Langwedocja             | 1                 | Katar Arnaud Sancier spalony przez inkwizytora Ponsa de Saint-Gilles OP |
| 1235                | Peronne                       | Francja                 | 5                 | Heretycy spaleni przez inkwizytora Roberta le Bougre OP |
| 1235                | Elincourt                     | Francja                 | 4                 | Heretycy spaleni przez inkwizytora Roberta le Bougre OP |
| 1236                | Cambrai                       | Francja                 | 21                | Heretycy spaleni przez inkwizytora Roberta le Bougre OP |
| 1236                | Douai                         | Francja                 | 10                | Heretycy spaleni przez inkwizytora Roberta le Bougre OP |
| 1236                | Lille                         | Francja                 | 20                | Heretycy spaleni przez inkwizytora Roberta le Bougre OP |
| 1237                | Albi                          | Langwedocja             | 1                 | Katar Arnold Giffre spalony przez legata papieskiego Jana de Bernin, arcybiskupa Vienne |
| 1237                | Tuluza                        | Langwedocja             | 1                 | Katar Guillelmus Hunaldi |
| 1239                | Montwimer                     | Francja                 | 183–187           | Katarzy spaleni przez inkwizytora Roberta le Bougre OP. Dokładna liczba niepewna, źródła podają 183, 184 lub 187 |
| Lata 40. XIII wieku | Albi                          | Langwedocja             | 60                | Katarzy skazani przez inkwizytora Ferriera Katalończyka OP; nie ma pewności, czy wszystkie te wyroki wykonano |
| 1243                | Tuluza                        | Langwedocja             | 2                 | Katarskie „doskonałe” |
| ok. 1270            | Tuluza                        | Langwedocja             | 1                 | Duchowny spalony za herezję; dokładna data nieznana |
| 1276                | Carcassonne                   | Langwedocja             | 1                 | Katar Raymond Carbonnel |
| przed 1302          | Carcassonne                   | Langwedocja             | 1                 | Katar Bernard Montesquieu |
| 1308                | Tuluza                        | Langwedocja             | 2                 | Dwóch katarów: Pontius Amiel i Philipa de Tunicio, skazani na śmierć przez inkwizytora Tuluzy Bernarda Gui |
| 1309                | Tuluza                        | Langwedocja             | 2                 | Dwóch katarów: Petrus Bernerii i Amelius de Perlis, skazani na śmierć przez inkwizytora Tuluzy Bernarda Gui OP |
| 1310                | Tuluza                        | Langwedocja             | 18                | Katarzy skazani na śmierć przez inkwizytora Tuluzy Bernarda Gui OP: Durandus Barrani; Guilielmus Arnaldi Fabri Espanhol; Guilielmus Mercaderi de Borno; Guilielmus de Clayraco senior; Raymndus Dominici de Borno; Petrus Sicardi de la Boyssa; Petrus de Clayraco de Verlhaco junior; Gentilis Barra de Tholosa; Sancius Borrelli de Bolhaco; Bernardus Borrelli de Bolhaco; Guilielmus de Verduno de Bolhaco; Poncius dels Ugos; Bruna dels Ugos; Perrus Nicholay de Verduneto; Condors Usabe de Verduneto; Bernardus Ysabe de Verduneto; Petrus Guilielmi de Pruneto; Pierre Autier |
| 1310                | Paryż                         | Francja                 | 2                 | Heretycka mistyczka Małgorzata Porete i żydowski konwertyta spaleni przez inkwizytora Wilhelma z Paryża OP |
| 1312                | Tuluza                        | Langwedocja             | 5                 | Katarzy skazani na śmierć przez inkwizytora Tuluzy Bernarda Gui OP: Petrus Andree de Verduneto; Raymundus Sancii de Garda; Raymunda de Rotgeriis; Johanna de Lantario de Rotgeriis; Finas Bertrici de Rabinia |
| 1312                | Tuluza                        | Langwedocja             | 1                 | Katar Petrus Raymundus de Hugonibus skazany na śmierć przez inkwizytora Tuluzy Bernarda Gui OP |
| 1316                | Tuluza                        | Langwedocja             | 1                 | Waldens Johannes Brayssan skazany na śmierć przez inkwizytora Tuluzy Bernarda Gui OP |
| 1318                | Marsylia                      | Prowansja               | 4                 | Franciszkańscy spirytuałowie (begini) spaleni przez inkwizytora Michela Le Moine OFM |
| 1319–1320           | Tuluza                        | Langwedocja             | 4                 | Waldensi Johannes Philibertus, Johannes Chavoat i Perrine de Vincendat oraz katar Guillaume Calverie de Cordes skazani na śmierć przez inkwizytora Tuluzy Bernarda Gui OP |
| 1321                | Pamiers                       | Langwedocja             | 3                 | Katar Guilielmus Fortis de Monte Alione oraz dwoje waldensów Johannes de Vienna i Hugueta de Vienna skazani na śmierć przez inkwizytora Tuluzy Bernarda Gui OP |
| 1322                | Tuluza                        | Langwedocja             | 5                 | Waldenska Ermenio Burgunda de Alzona oraz begini Guilielmus Ruffi, Petrus Dominici, Petrus Hospitalis i Petrus Guiraudi skazani na śmierć przez inkwizytora Tuluzy Bernarda Gui OP |
| 1322–1329           | Carcassonne                   | Langwedocja             | 28                | 19 beginów, 2 katarów i 7 innych heretyków spalonych przez inkwizytorów Jeana de Beaune OP, Jeana Duprat OP i Henri de Chamay OP |
| 1323                | Lodeve                        | Langwedocja             | 3                 | Begini spaleni przez inkwizytora Carcassonne Jean de Beaune OP |
| 1323                | Paryż                         | Francja                 | 1                 | Nekromanta |
| po 1323             | Tuluza                        | Langwedocja             | 4                 | Begini Peire Calvet, Raimon de Brachio, Peire Morier i Bernard de Na Jacma. W 1322 zostali skazani na więzienie, ale później spalono ich w Tuluzie jako recydywistów. Dokładne daty ich egzekucji nie są znane, musiało to być jednak już po ustąpieniu Bernarda Gui ze stanowiska inkwizytora Tuluzy. |
| 1326                | Awinion                       | Prowansja               | 1                 | Begin Bernard Maury |
| 1329                | Albi                          | Langwedocja             | 3                 | Heretycy spaleni przez inkwizytora Carcassonne Henri de Chamay OP |
| 1330                | Carcassonne                   | Langwedocja             | 1                 | Katar |
| 1347                | Carcassonne                   | Langwedocja             | 5                 | Begini |
| 1347                | Tuluza                        | Langwedocja             | 1                 | Begin |
| 1347                | Qirieu                        | Prowansja               | 1                 | Waldens |
| 1348                | Embrun                        | Prowansja               | 12                | Waldensi |
| 1354                | Awinion                       | Prowansja               | 2                 | Fraticelli |
| 1366                | Valpute                       | Prowansja               | 13                | Waldensi |
| przed 1370          | Poligny                       | Burgundia-Lotaryngia    | 1                 | Vuillemin Rodet spalony jako heretyk |
| 1372                | Paryż                         | Francja                 | 1                 | Jeanne Daubenton, domniemana liderka sekty tzw. Kompanii Ubóstwa, spalona przez inkwizytora generalnego Jacques’a de Morey OP |
| 1382                | Embrun                        | Prowansja               | 3                 | Waldensi spaleni przez inkwizytora François Borela OFM |
| 1382                | Valpute                       | Prowansja               | 3                 | Waldensi spaleni przez inkwizytora François Borela OFM |
| 1417                | Montpellier                   | Langwedocja             | 1                 | Catherine Sauve, domniemana wyznawczyni "herezji wolnego ducha", spalona przez Rajmunda Cabasse OP, wikariusza inkwizytora Cacassonne Pierre’a de Marvejols OP |
| 1424                | Briançonnais                  | Prowansja               | 1                 | Czarownica |
| 1428–1437           | Aosta                         | Prowansja               | 3                 | Czarownice |
| 1429                | Bardonneche                   | Prowansja               | 1                 | Heretyk Antoine Andrè |
| 1429–1430           | Fryburg                       | Burgundia–Lotaryngia    | 3                 | Waldensi spaleni przez inkwizytora Ulrica de Torrente OP |
| 1432                | Briançon                      | Prowansja               | 2                 | |
| 1436                | Valpute                       | Prowansja               | 2                 | |
| 1437                | Oulx                          | Prowansja               | 7                 | |
| 1438                | Briançon                      | Prowansja               | 3                 | |
| 1438                | La Tour du Pin                | Prowansja               | 1                 | Pierre Vallin spalony jako czarownik |
| 1438                | Lozanna                       | Burgundia–Lotaryngia    | 1                 | Pierre de la Prélaz spalony za czary przez inkwizytora Ulrica de Torrente OP |
| 1438                | Nevers                        | Francja                 | 1                 | |
| 1439                | Neuchatel                     | Burgundia–Lotaryngia    | 2                 | Jaquet dou Plain i Enchimandus le Masseler spaleni jako „heretycy” (prawdopodobnie czarownicy) przez inkwizytora Ulrica de Torrente OP |
| ok. 1442            | Delfinat                      | Prowansja               | 1                 | Czarownica |
| 1445–1449           | Aosta                         | Prowansja               | 7                 | Czarownice |
| 1446                | Talloires                     | Burgundia–Lotaryngia    | 1                 | Czarownica |
| 1448                | Lozanna                       | Burgundia–Lotaryngia    | 2                 | Czarownice |
| 1455                | Talloires                     | Burgundia–Lotaryngia    | 2                 | Czarownice |
| 1456                | Metz                          | Burgundia–Lotaryngia    | 1                 | Czarownica |
| 1458                | Lozanna                       | Burgundia–Lotaryngia    | 1                 | Czarownica |
| 1458–1459           | Chamonix                      | Burgundia–Lotaryngia    | 4                 | Czarownice |
| 1459                | Avalon                        | Prowansja               | 4                 | Czarownice |
| 1459                | Langres                       | Francja                 | 1                 | Mnich spalony za czary |
| 1459–1462           | Arras                         | Francja                 | 12                | Czarownice spalone przez Pierre’a Le Broussart OP, wikariusza inkwizytora generalnego Rolanda Le Cozic OP dla diecezji Arras |
| 1460–1462           | Aosta                         | Prowansja               | 2                 | Czarownice |
| 1461                | Lozanna                       | Burgundia–Lotaryngia    | 1                 | Czarownica |
| 1462                | Chamonix                      | Burgundia–Lotaryngia    | 8                 | Czarownice |
| 1462                | Valais                        | Burgundia–Lotaryngia    | 1                 | Czarownica |
| 1464                | Lozanna                       | Burgundia–Lotaryngia    | 1                 | Czarownica |
| 1465                | Lille                         | Francja                 | 1                 | Waldens spalony przez inkwizytora Nicolasa Jacquiera OP |
| 1466                | Aosta                         | Prowansja               | 2                 | Czarownice |
| 1467                | Rouerge                       | Langwedocja             | 1                 | Pierre Trahinier spalony jako zwolennik schizmatyka Jeana Carriera przez inkwizytora Antoine Thalussi OP |
| 1477                | Villars-Chabod                | Burgundia–Lotaryngia    | 1                 | Czarownica |
| 1481                | Neuchatel                     | Burgundia–Lotaryngia    | 4                 | Czarownice |
| 1482                | Lozanna                       | Burgundia–Lotaryngia    | 1                 | Czarownica |
| 1484                | Lozanna                       | Burgundia–Lotaryngia    | 2                 | Czarownice |
| 1485                | Talloires                     | Burgundia–Lotaryngia    | 1                 | Czarownica |
| 1489                | Embrun                        | Prowansja               | 1                 | Waldens Pierre Valoy spalony przez inkwizytora François Plouvier OFM |
| 1490                | Vivarais                      | Prowansja               | 1                 | Czarownica |
| 1493                | Aosta                         | Prowansja               | 1                 | Czarownica |
| 1497                | Vivarais                      | Prowansja               | 1                 | Czarownica |
| 1519                | Vivarais                      | Prowansja               | 1                 | Katarzyna Peyretonne spalona jako czarownica przez Louisa Bruny OFM, wikariusza inkwizytora Louisa Chambonis OFM |
| 1519                | Metz                          | Burgundia–Lotaryngia    | 1                 | Czarownica spalona przez inkwizytora Nicolasa Savin OP |
| 1521                | Poligny                       | Burgundia–Lotaryngia    | 3                 | Pasterze spaleni jako wilkołacy przez inkwizytora Jeana Boin |
| 1525                | Metz                          | Burgundia–Lotaryngia    | 1                 | Protestant Jean Castellane spalony przez inkwizytora Nicolasa Savin OP |
| 1527                | Genewa                        | Burgundia–Lotaryngia    | 1                 | Klaudia Layne spalona jako czarownica przez inkwizytora Etienne de Geul OP |
| 1532                | Aosta                         | Prowansja               | 4                 | Czarownice spalone przez inkwizytora Desideriusa Theodorici OFM |
| 1533                | Archidiecezja Aix-en Provence | Prowansja               | 7                 | Waldensi spaleni przez inkwizytora Jeana de Roma OP |
| 1534                | Viry k. Genewy                | Burgundia–Lotaryngia    | 1                 | Kobieta spalona jako czarownica przez inkwizytora Amadeusza Lamberta OP |
| 1537                | Aosta                         | Prowansja               | 1                 | Mężczyzna spalony jako czarownik przez Mateusza de Magistris, wikariusza inkwizytora Desideriusa Theodorici OFM |
| 1538                | Carcassonne                   | Langwedocja             | 1                 | Gabriel Amalin, oskarżony o luteranizm, skazany na śmierć przez inkwizytora Raymonda d'Abbatis OP |
| 1539                | Tuluza                        | Langwedocja             | 1                 | Etienne Margeti, skazany na śmierć przez inkwizytora Tuluzy Vidala de Becanis |
| 1553                | Tuluza                        | Langwedocja             | 1                 | Pierre Serres, ksiądz oskarżony o luteranizm, skazany na śmierć przez inkwizytora Esprita Rotiera OP |

Razem daje to prawie 600 egzekucji w ciągu ponad trzystu lat. Bilans ten jednak z całą pewnością jest dalece niekompletny, z uwagi na luki w dokumentacji. Prawdopodobnie przynajmniej część spośród około 70 katarów, o których spaleniu wspominają protokoły langwedockie z lat 1242–1246, nie precyzując okoliczności ich stracenia, także zostało skazanych przez inkwizytorów. Należy też mieć na uwadze fragmentaryczność protokołów langwedockich z XIII i XIV wieku i brak w zasadzie jakiejkolwiek dokumentacji procesowej z pozostałych prowincji sprzed XV wieku. Nieznana pozostaje liczba czarownic straconych przez inkwizytorów w diecezji Autun przed 1437, w diecezji siońskiej w 1428 oraz w Gaskonii w latach 50. tego stulecia. Ogólna liczba straconych przez inkwizycję papieską we Francji od 1233 do połowy XVI wieku może więc być kilkakrotnie wyższa.

### Inkwizycja biskupia
Francuscy biskupi kontynuowali aktywną działalność inkwizytorską nawet po ustanowieniu inkwizycji papieskiej. W latach 1232–1234 biskup Tuluzy Rajmund skazał na stos prawdopodobnie kilkudziesięciu katarów; kilka tych egzekucji odnotował Wilhelm Pelhisson w swej kronice. Ferrier Katalończyk, który zanim w 1242 został papieskim inkwizytorem Carcassonne pełnił funkcję inkwizytora biskupiego w archidiecezji Narbonne, w latach 1237–1239 skazał co najmniej 20 osób na więzienie.
W latach 1249–1257 inkwizytorzy biskupi w diecezji tuluskiej wydali 306 wyroków skazujących, nie licząc kar pokutnych nakładanych w „okresach łaski”. 21 osób skazano na śmierć, 239 na więzienie, a ponadto 30 osób potępiono zaocznie i 11 pośmiertnie; w pięciu dalszych przypadkach rodzaj kary nie jest znany, ponieważ jednak wszystkie dotyczyły relapsos (recydywistów), w grę wchodzi jedynie więzienie lub stos.
Biskup Albi Bernard Castanet w latach 1299–1300 wydał 35 wyroków skazujących na więzienie o różnym rygorze. Biskup Pamiers Jacques Fournier w latach 1318–1325 prowadził dochodzenie wobec 89 osób. Wydał co najmniej 64 wyroki skazujące, w tym 5 osób skazał na spalenie, 46 skazał na więzienie, 9 zobowiązał do noszenia krzyży pokutnych a 4 potępił pośmiertnie (w tym dwie ekshumacje i dwóch zmarłych w więzieniu). Ostatni katarski doskonały Guillame Belibaste został spalony w 1321 w Villerouge-Termenes na podstawie wyroku arcybiskupa Narbonne Bernarda de Farges. W latach 1319–1322 sądy biskupie w Langwedocji spaliły 67 beginów.
Także na północy kraju wprowadzenie inkwizycji nie spowodowało zaniku antyheretyckiej działalności biskupów. W 1411 biskup Cambrai Pierre d'Ailly skazał na więzienie członka sekty zwanej Homines Intelligentiae. W maju 1421 w Douai biskup Arras osądził 25 waldensów, z czego pięciu spalił, a reszcie wymierzył kary wygnania, więzienia lub krzyży pokutnych. W 1431 biskup Beauvais Pierre Cauchon skazał na stos Joannę d’Arc (później zrehabilitowaną), która spłonęła w Rouen. Mniej więcej w tym samym czasie procesy przeciwko podejrzanym o herezję wytaczali także biskupi flandryjscy.
Dochodzenie przeciw waldensom w Alpach wszczęte w 1486 przez arcybiskupa Embrun Jeana Bayle okazało się całkowitym fiaskiem, gdyż mieszkańcy dolin odmówili podporządkowania się mu. Doprowadziło to do ogłoszenia krucjaty przeciwko waldensom.
W okresie reformacji antyheretycka działalność biskupów, podobnie jak inkwizytorów, podlegała coraz silniejszej kontroli parlamentów. Wyroki śmierci co do zasady podlegały zatwierdzeniu przez sądy parlamentarne. Większość procesów o herezję w XVI wieku przed sądami biskupimi dotyczyła duchownych, zwłaszcza kleru diecezjalnego.